# Kirschenmichel

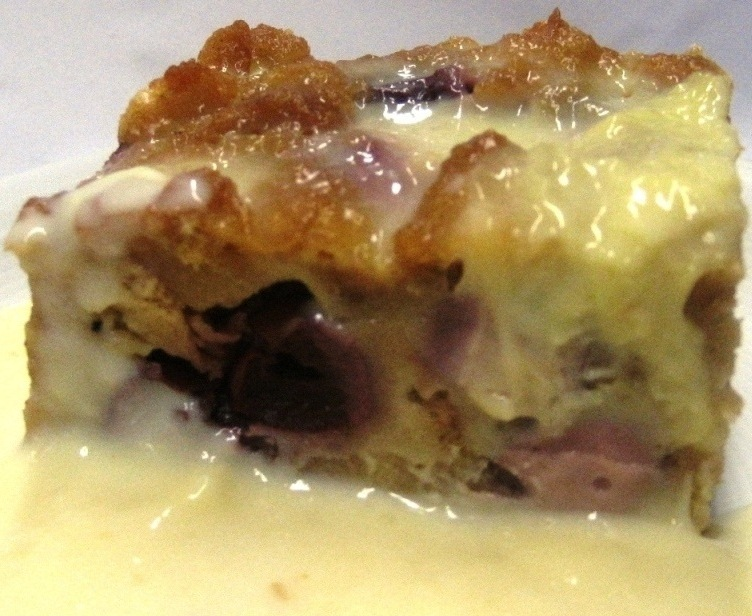
Kirschenmichel mit Vanillesauce

Kirschenmichel (regional auch Kirschenplotzer, pfälzisch: Kärscheblotzer, Körschmichl, Kerschemischel, Kirschenjockel, Kirschpfanne, Kirschenmännla, Chirsichlotz genannt) ist eine traditionelle Süßspeise der deutschen Küche und wird vor allem in der Pfalz, Baden-Württemberg, Südbayern, Südhessen und Franken serviert.
Kirschenmichel besteht im Wesentlichen aus altbackenen Brötchen oder Brot, die gemeinsam mit Butter, Milch, Ei und Zucker zu einer Teigmischung verarbeitet werden. Der Teig wird unter die Süßkirschen oder auch Sauerkirschen untergehoben und als Auflauf im Ofen gebacken. Vanille, Zimt, Mandeln und Nelken können zum Würzen verwendet werden. Die Süßspeise wird warm serviert und wird in vielen Familien nach einer Suppe traditionell als Hauptgang gegessen.
In Verbindung mit Weißbrot entsteht ein leichter Auflauf, der sich gut bei sommerlichen Temperaturen servieren lässt. Die Rezepte sind regional unterschiedlich.
Eine ähnliche süddeutsche Spezialität, aber mit Äpfeln, ist der Scheiterhaufen oder Ofenschlupfer. Arme Ritter werden ebenfalls aus altbackenem Brot, jedoch ohne Kirschen hergestellt.